# Sornette

## Les formes de la sornette
Le terme sornette apparaît pour la première fois dans la langue française vers 1420. Son origine vraisemblable est le mot d'ancien français sorne (« attitude hautaine, morgue », puis « raillerie, plaisanterie moquerie »), dont il est le diminutif. Sorne a aussi fourni le verbe sorner « se moquer de quelqu'un », « badiner », dont on trouve la dernière occurrence en 1611.
Une autre ligne le rattache au provençal sorn « sombre » utilisé pour désigner les activités de la veillée, c'est-à-dire de la « sorne » (la nuit) : devinettes, jeux de société, histoires contées. Comme sorne, sorn a signifié « raillerie », d'où autrefois « donner des sornettes à quelqu'un » (1528).
Le dictionnaire de Furetière donne comme définition : « Discours vain et vague qui ne persuade point, ou qui choque et importune. » Deux exemples suivent : « Cet avocat n'a rempli les écritures que de sornettes, de choses qui ne prouvent rien. Cet homme m'est venu conter mille sornettes, j'ai été contraint de le chasser. »
Le mot sornette, souvent employé au pluriel et aujourd'hui vieilli, désigne des propos frivoles et creux, des affirmations sans fondement. Il est proche sémantiquement d'autres termes tels que bagatelle, baliverne, billevesée, calembredaine, ou encore coquecigrue.
Usages courants : Conter, débiter, écouter des sornettes.

## Occurrences littéraires
« Des vers, des contes bleus, de frivoles sornettes. »

— Nicolas Boileau

« Trop nombreux sont en France, aujourd'hui, ceux qui ne s'intéressent plus qu'aux vieilleries ou qu'aux sornettes. »

— André Gide, Journal

« Et ce qui m'a fait vingt fois tomber de mon haut,

C'est de vous voir au ciel élever des sornettes

Que vous désavoûriez si vous les aviez faites. »

— Molière, Les Femmes savantes

« Après souper furent jouées plusieurs farces, comédies, sornettes plaisantes. »

— François Rabelais, Pantagruel

« LA LÉZARDIÈRE.- Allons, mon cher, laissons là nos perruques et toutes ces  sornettes. »

— Louis-Émile Vanderburch, Enri IV en famille